# Nawaf Al Khaldi
Nawaf Khaled Al Khaldi (1981. május 25. –) kuvaiti labdarúgó, az Al-Qadsia kapusa.

## Pályafutása

### A válogatottban
2001 és 2014  között a kuvaiti válogatottban 115 mérkőzésen szerepelt. A 2010-es labdarúgó-világbajnokság három selejtezőjén is védett.